# Günther Keifler
Günther Keifler (* 30. September 1948 in Marburg) ist ein ehemaliger deutscher Fußballspieler, der von 1967 bis 1971 bei Eintracht Frankfurt 16 Spiele in der Fußball-Bundesliga absolviert und dabei ein Tor erzielt hat.

## Laufbahn

### Jugend- und Amateurnationalmannschaft, bis 1967
Der in der Jugendabteilung des VfL Marburg sportlich aufgewachsene Günther Keifler wurde schon früh über das hessische Sichtungssystem in die Auswahlmannschaften des DFB geführt. Bereits im Jahre 1964 war er Mitglied der deutschen Schülernationalmannschaft, die am 25. April in London und am 27. April in Middlesbrough zwei Länderspiele gegen England austrug. Beide Begegnungen endeten 1:1 unentschieden und der Schüler aus Marburg wurde als linker Verteidiger eingesetzt. Der in der Athletik und in der Defensive veranlagte Nachwuchsspieler setzte seine Entwicklung kontinuierlich fort und stand am 25. April 1966 in der DFB-Jugendnationalmannschaft, welche in Turin ein 1:1-Remis gegen Italien erreichte. Er bildete dabei mit Torhüter Norbert Nigbur und Egon Köhnen das Schlussdreieck der deutschen Hintermannschaft. Im Mai 1966 nahm er als Angehöriger des jüngeren A-Jugend-Jahrgangs am UEFA-Juniorenturnier in Jugoslawien teil und absolvierte die Gruppenspiele gegen Holland, Schottland und Spanien. In seinem zweiten Jahr in der A-Jugend, 1966/67, absolvierte er die Qualifikationsspiele gegen Holland und gehörte erneut dem DFB-Team für das UEFA-Turnier im Mai 1967 in der Türkei an. Wiederum kam er in den drei Gruppenspielen gegen Frankreich, Österreich und Ungarn als linker Verteidiger zum Einsatz. Jetzt waren seine Kollegen in der Verteidigung Torhüter Gerhard Heinze und Ewald Schäffner aus Nürnberg. Keiflers herausragendes Talent führte ihn bereits 16 Tage nach dem UEFA-Jugendturnier in der Türkei am 25. Mai 1967 in Konstanz in die Reihen der Amateurnationalmannschaft. Der 18-Jährige hatte mit dem VfL Marburg in der Runde 1966/67 lediglich in der 2. Amateurliga Erfahrung im Seniorenfußball sammeln können und absolvierte sein erstes Länderspiel für die DFB-Amateure in der Abwehr an der Seite von Rainer Stiller, Egon Schmitt und Peter Anders. Das Spiel gegen Italien brachte ein torloses 0:0-Remis für die DFB-Mannschaft um Spielführer Dieter Zettelmaier und Debütant Keifler zustande. Das hoffnungsvolle Talent nahm zur Runde 1967/68 das Angebot von Eintracht Frankfurt an und wechselte in die Fußball-Bundesliga.

### Eintracht Frankfurt, 1967 bis 1971
Trainer Elek Schwartz wechselte den Neuzugang aus Marburg am achten Spieltag, den 30. September 1967, beim Heimspiel gegen den FC Bayern München, zum ersten Mal in der Bundesliga ein. Bis zum 15. Spieltag, den 25. November 1967, mit dem Heimspiel gegen Eintracht Braunschweig, gehörte das vielversprechende Talent der Stammformation der Eintracht an. Neben den Bundesligaeinsätzen gegen Dortmund, Karlsruhe, Neunkirchen, Hamburg, Köln und Mönchengladbach kam Keifler zusätzlich am 17. Oktober im Messepokal gegen Nottingham Forest sowie am 25. Oktober und am 8. November in den zwei Olympia-Qualifikationsspielen der Amateurnationalmannschaft gegen Großbritannien – beim Rückspiel in Hendon erzielte er den 1:0-Siegtreffer für die deutsche Mannschaft – unter DFB-Trainer Udo Lattek zum Einsatz. In seinem achten Bundesligaspiel am 25. November wurde er verletzungsbedingt in der 55. Minute ausgewechselt und konnte anschließend kein Pflichtspiel mehr in dieser Runde bestreiten. Damit begann der Leidensweg des Fußballers Keifler.
Mit seinem vierten Einsatz in der Amateurnationalmannschaft am 2. Juli 1968 in Reykjavík gegen Island verabschiedete er sich aus dem Kreis der DFB-Amateure. Gemeinsam mit Dieter Zorc und Klaus Schmidt bildete er beim 3:1-Erfolg die deutsche Läuferreihe. Zum Start der Bundesligasaison 1967/68 war er in den ersten drei Spielen gegen Hertha BSC, Aachen und den MSV Duisburg aktiv, ließ im September die zwei Spiele gegen Bremen und Dortmund folgen, ehe er erneut durch die alten Beschwerden der Verletzung vom November 1967 zu einer Pause bis in den Januar 1969 gezwungen wurde. Am 18. Januar 1969 absolvierte er sein sechstes und letztes Bundesligaspiel der Runde 1968/69. Da sein Mitwirken im DFB-Pokalspiel am 5. Februar 1969 – Frankfurt bezwang Borussia Dortmund mit 6:2 – seine Kniebeschwerden erneut massiv auftreten ließ, war die Runde für Keifler danach beendet.
Operative Eingriffe, Reha-Maßnahmen und mühsamer Trainingsaufbau bestimmten danach fast zwei Jahre den Ablauf bei Keifler. Mit der Einwechslung am 18. Spieltag der Runde 1970/71, den 23. Januar 1971, beim Auswärtsspiel gegen den Hamburger SV versuchte er nochmals ein Come-back. Endgültig geschlagen geben musste sich der Ex-Marburger nach seinem zweiten Einsatz am 6. Februar 1971 bei Arminia Bielefeld: die Spielerkarriere war beendet, Keifler wurde zum Sportinvaliden erklärt.

## Nach der Spielerlaufbahn
Nach seiner aktiven Spielerkarriere war Keifler bei seinem Heimatverein VfL Marburg in verschiedenen Funktionen verantwortungsvoll im Einsatz. Er führte als Trainer die „Schimmelreiter“ 1985 in das hessische Oberhaus zurück. Er hatte dabei konsequent auf den eigenen Nachwuchs gesetzt. Im Jahre 1998 übernahm er die Koordination der Nachwuchsarbeit. Später übte er das Amt des 2. Vorsitzenden beim VfB 05 Marburg aus, wo er auch noch aus Anlass der Feierlichkeiten zum 100-jährigen Bestehen am 13. Mai 2005 die Feiernden an die erfolgreiche Vergangenheit erinnerte.